# Castillo de La Bussière
El castillo de La Bussière (en francés: Château de La Bussière) es un château y castillo de agua rodeado casi en su totalidad por un estanque de 6 hectáreas de extensión en La Bussière, Francia. Actualmente albera el museo de la pesca en agua dulce y un jardín botánico especializado en verduras comestibles de variedades de la herencia de la zona. La finca tiene una superficie de 65 hectáreas y el huerto de 1,5 has.
El edificio está inscrito en los "Monuments Historiques" (Monumentos Históricos de Francia) y está catalogado en la "base Mérimée", base de bienes del patrimonio arquitectónico de francés del ministerio de Cultura de Francia. También está catalogado como «Jardin Remarquable» (jardín notable) en 1993. Pertenece al conjunto cultural de castillos del Loira, pero no está dentro del «Valle del Loira entre Sully-sur-Loire y Chalonnes-sur-Loire» declarado Patrimonio de la Humanidad en 2000.

## Localización
El castillo de La Bussière se encuentra entre el bosque y la localidad, al borde de un gran estanque de unas 6 hectáreas.
Parc, jardin et potager remarquable du Château de La Bussière La Bussière, Département Loiret, Centre-Val de Loire, France-Francia. 
Planos y vistas satelitales 47°44′49.92″N 2°44′52.08″E / 47.7472000, 2.7478000
Está abierto todos los días del año y se cobra una tarifa de entrada.

## Historia
El edificio actual es una creación medieval de los Seigneurs de Feins en el siglo XII, de la que Étienne de Feins fue el primer miembro de la familia en 1208 que se menciona en un documento. El château, sin embargo, debe a los reinos de Borgoña y de Île-de-France su relevancia y fue parte de un cinturón de castillos a todo lo largo de la frontera de estos dos territorios. Además, el castillo controlaba la ruta comercial importante entre París y Lyon. La Bussière fue así uno de los más importantes Dominios de la región.
La propiedad llegó por herencia a la "Casa Sancerre", antes de que la heredara Étienne Fromont, primer Presidente del Parlamento de París bajo el reinado de Luis XII de Francia. En 1518 la finca pasó finalmente a Jean du Tillet, en cuya familia permaneció la propiedad los siguientes 300  años, hasta la revolución francesa.
En 1567, durante las guerras religiosas de los hugonotes, 15 sacerdotes católicos de Gien huyeron al castillo de La Bussiere, que acto seguido fue sitiado por las tropas de los hugonotes. La guarnición del castillo tuvo que rendirse finalmente. Los clérigos fueron decapitados y el castillo casi completamente destruido por las tropas hugonotes.
El edificio principal, de origen medieval, fue reconstruido a mediados del siglo XVI. De esta época se conservan solamente los primeros tres niveles de la casa de la entrada. Después de la destrucción causada por los protestantes durante las guerras de religión, una nueva campaña de obras se puso en marcha en el año 1600 que se realizó tanto a nivel de las habitaciones de la residencia, como a la zona común.
A principios del siglo XVIII la fachada del edificio principal se remodeló al mismo tiempo que se construían dos pabellones a ambos lados de una puerta de entrada que permite el acceso al jardín.
En el siglo XIX, las principales transformaciones afectaron al edificio principal mediante la adición de nuevas construcciones y la modificación de los elementos existentes. El foso que rodea la estructura común se drenó. Todos estos trabajos fueron asesorados mediante la intervención certificada del arquitecto paisajista René-Édouard André.

Detalles
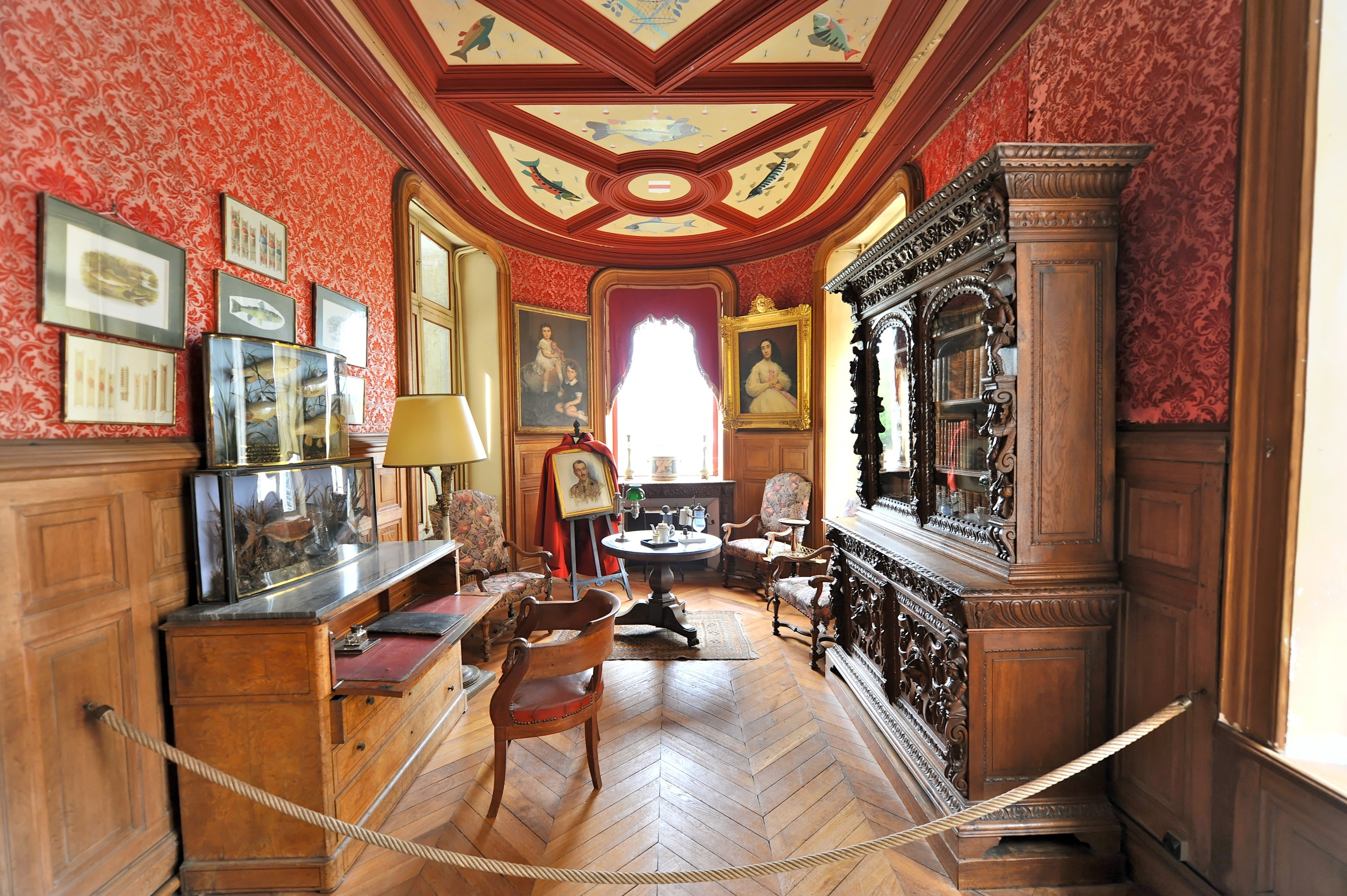
Uno de los espacios interiores
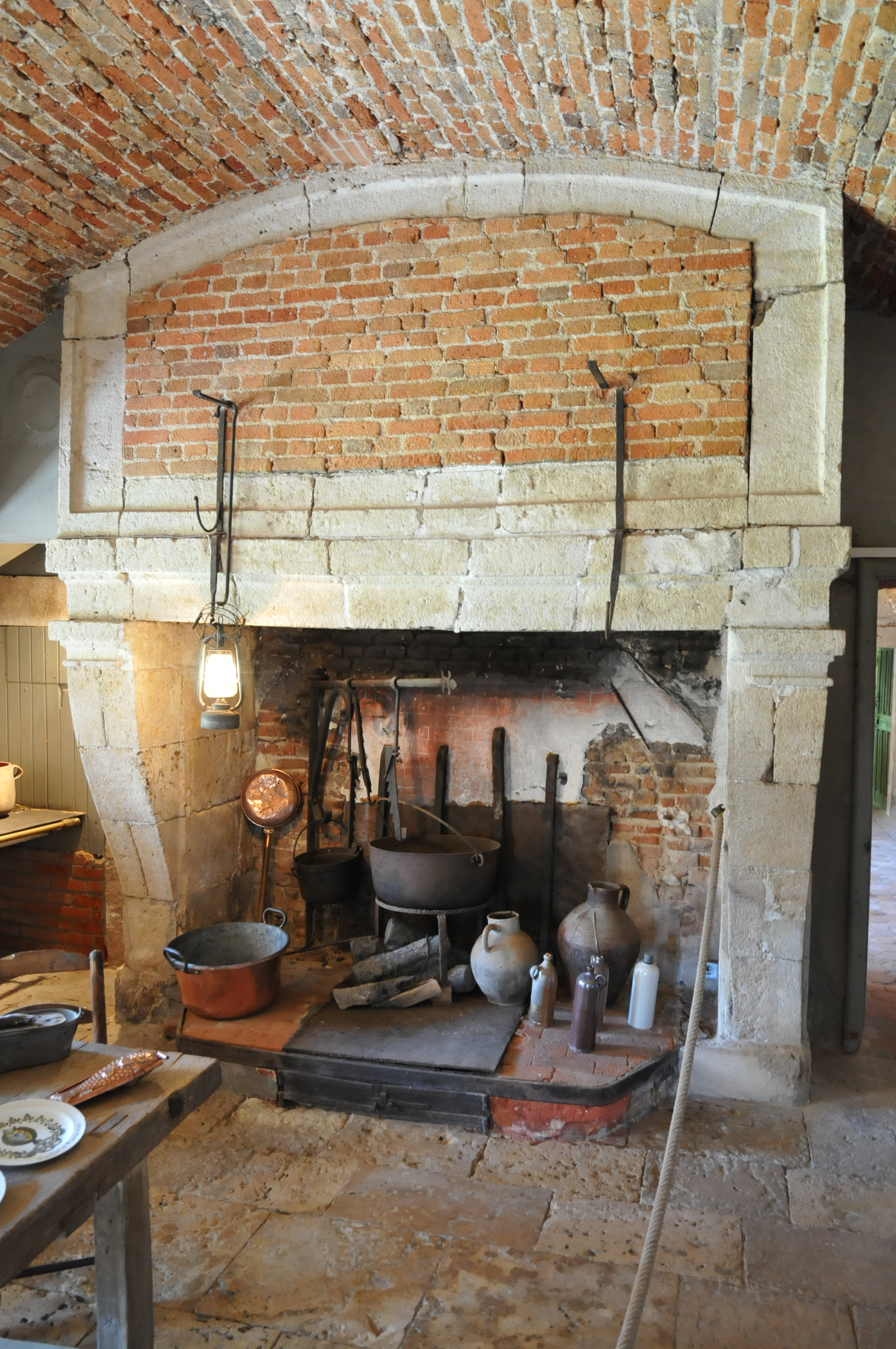
Chimenea de la cocina
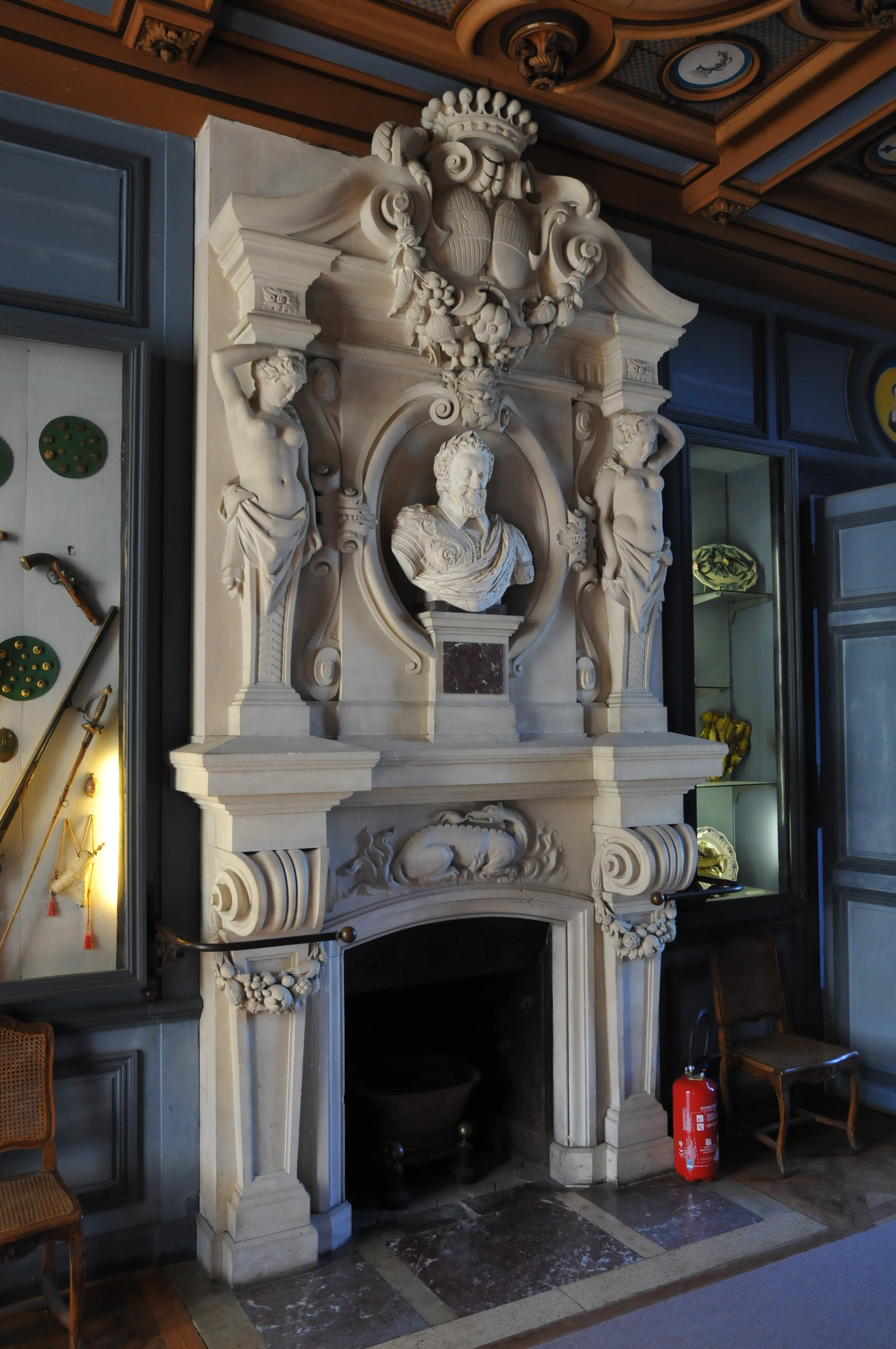
Chimenea de gala
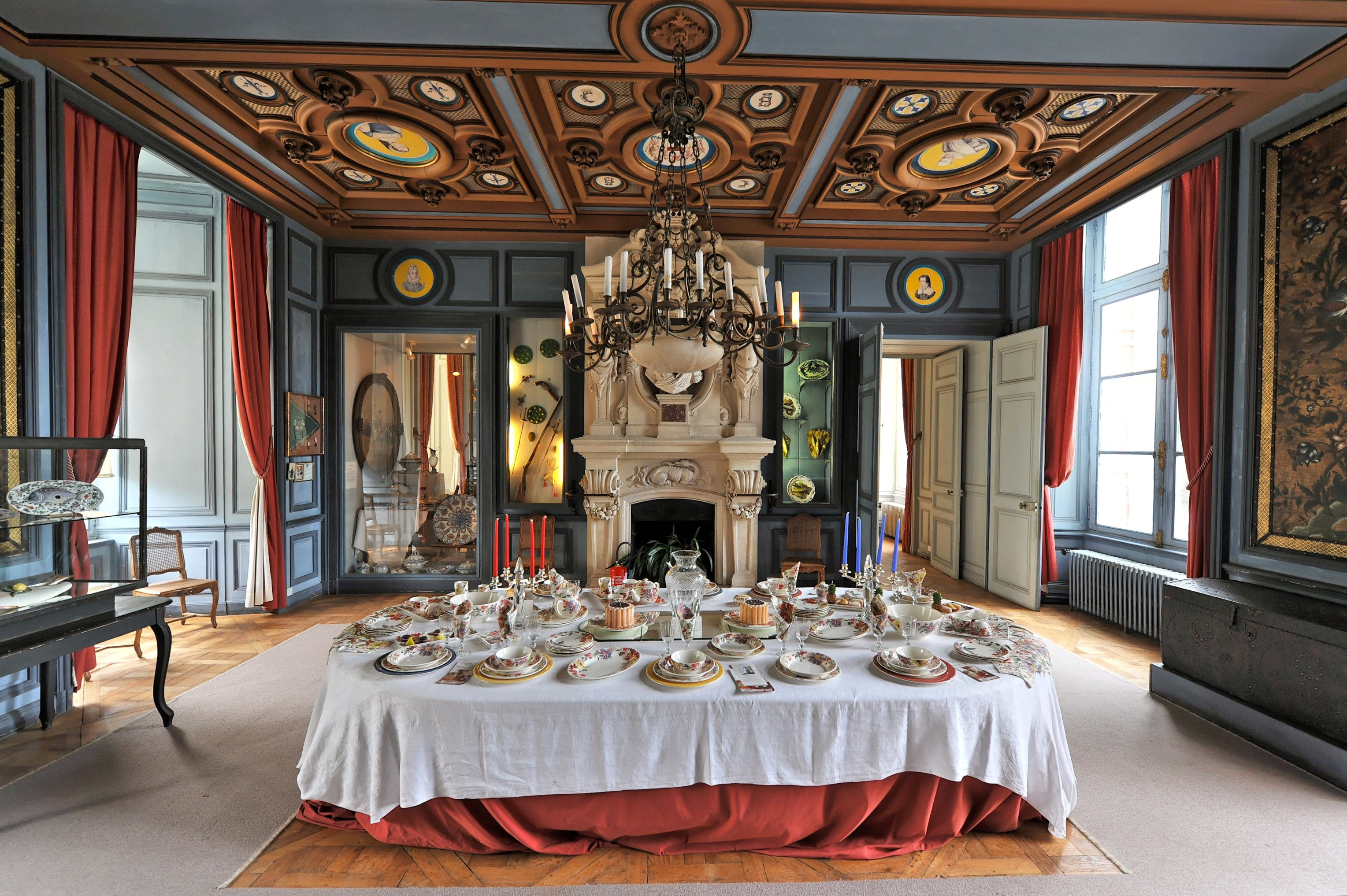
Salón de gala

## Parque y huerto
El huerto-jardín botánico fue creado en 1992 para salvaguardar el patrimonio de las variedades hortícolas de la zona tanto de verduras como de los árboles frutales de frutos rojos, para evitar su pedida irremediable, debido a que han sido desplazados en los cultivos en gran escala por las variedades estandarizadas con destino a los supermercados.
Alberga una importante colección de verduras, frutas, especias y plantas medicinales que se organizan en una disposición típica del siglo XVIII en jardín a « à la française ». Los senderos bordeados de boj y fruta dividen el jardín en "cuadros", "tableros" y "cuadrados"; cuadro de variedades antiguas, cuadro de tomates, bayas, tableros de flores cortadas, hortalizas de invierno, cucurbitáceas, cuadrado de condimentos, jardín de iris, y un sencillo laberinto ... Además, el paseo continúa en el borde de la laguna en la que se refleja el castillo y grandes árboles majestuosos (tilos, cedros, hayas...)
Sus colecciones están compuestas de:
- Colección de árboles frutales de frutos rojos.
- Variedades hortícolas de verduras y legumbres antiguas de la herencia.
- Rosaleda

Algunas vistas del "Parc et Potager du Château de La Bussière"

Detalles
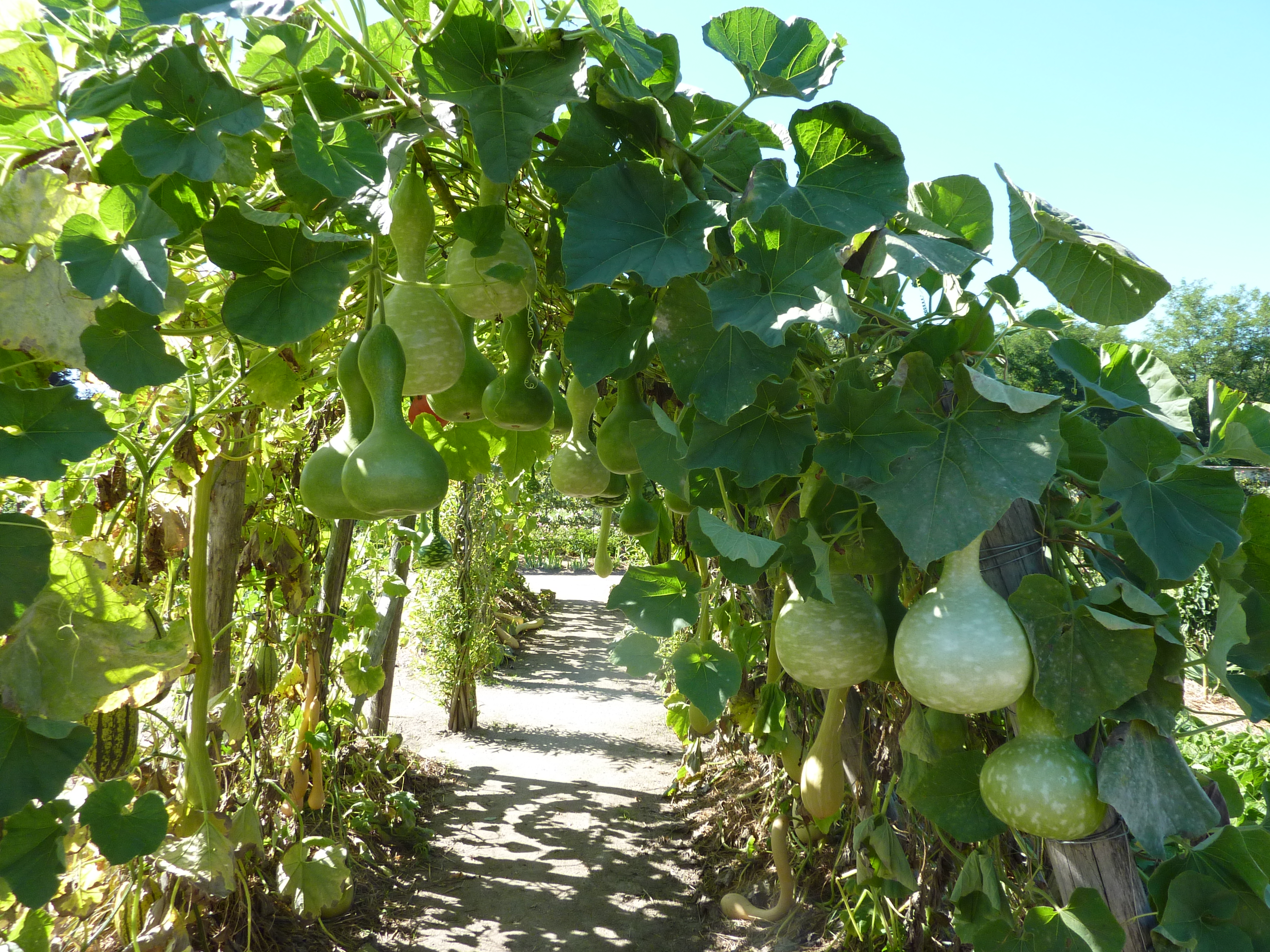
Frutos de calabazas
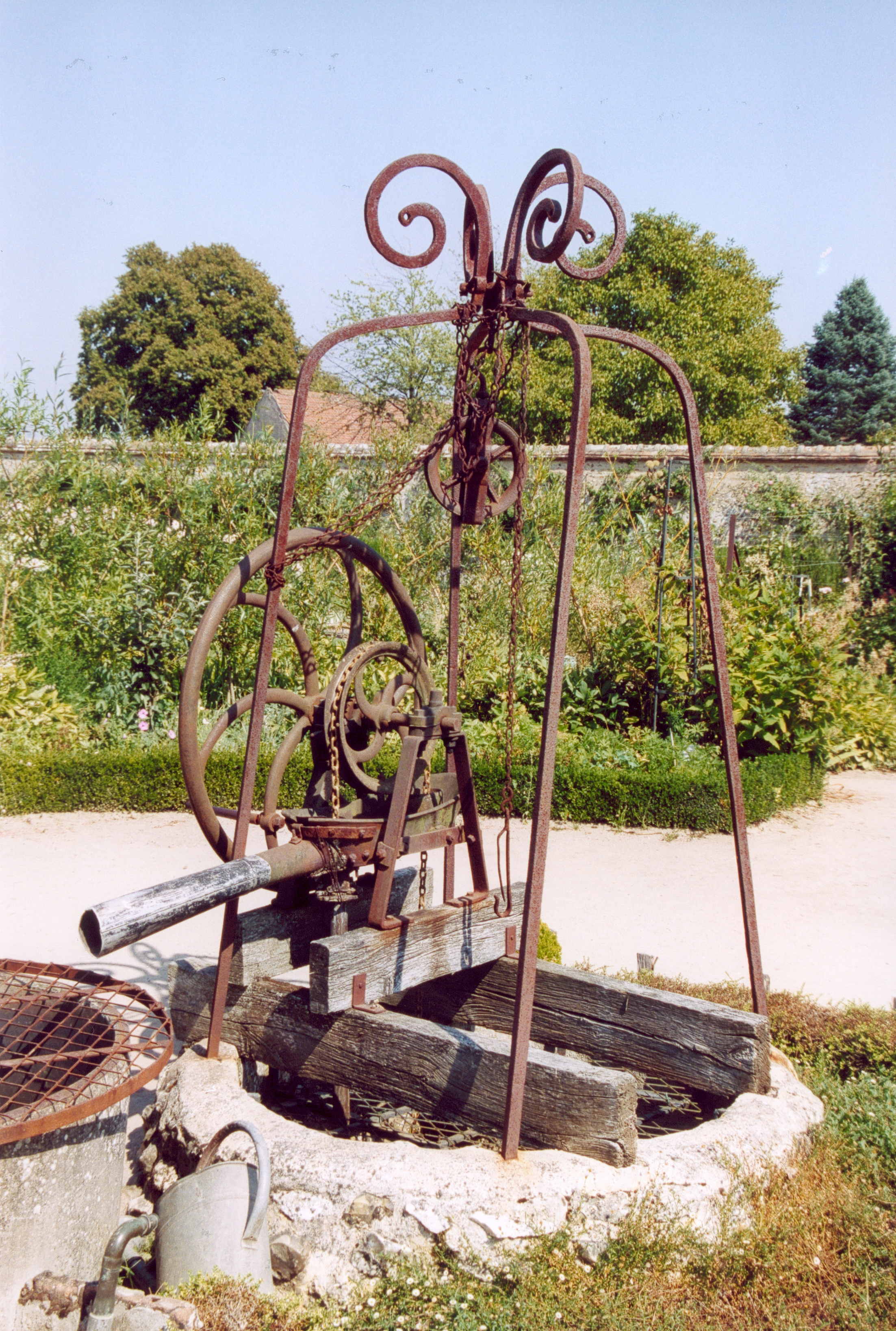
Brocal de pozo.
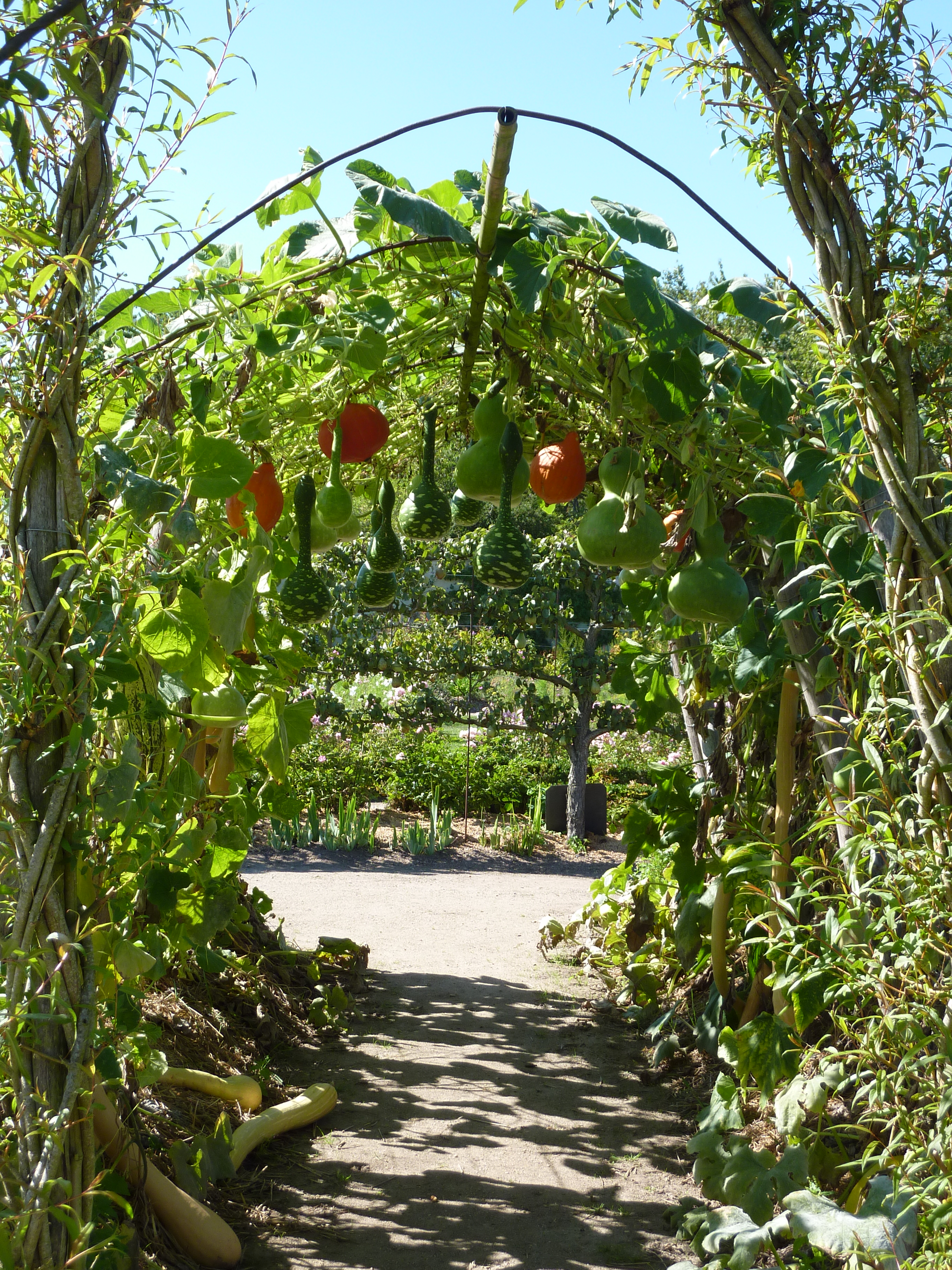
Pérgola con verduras.
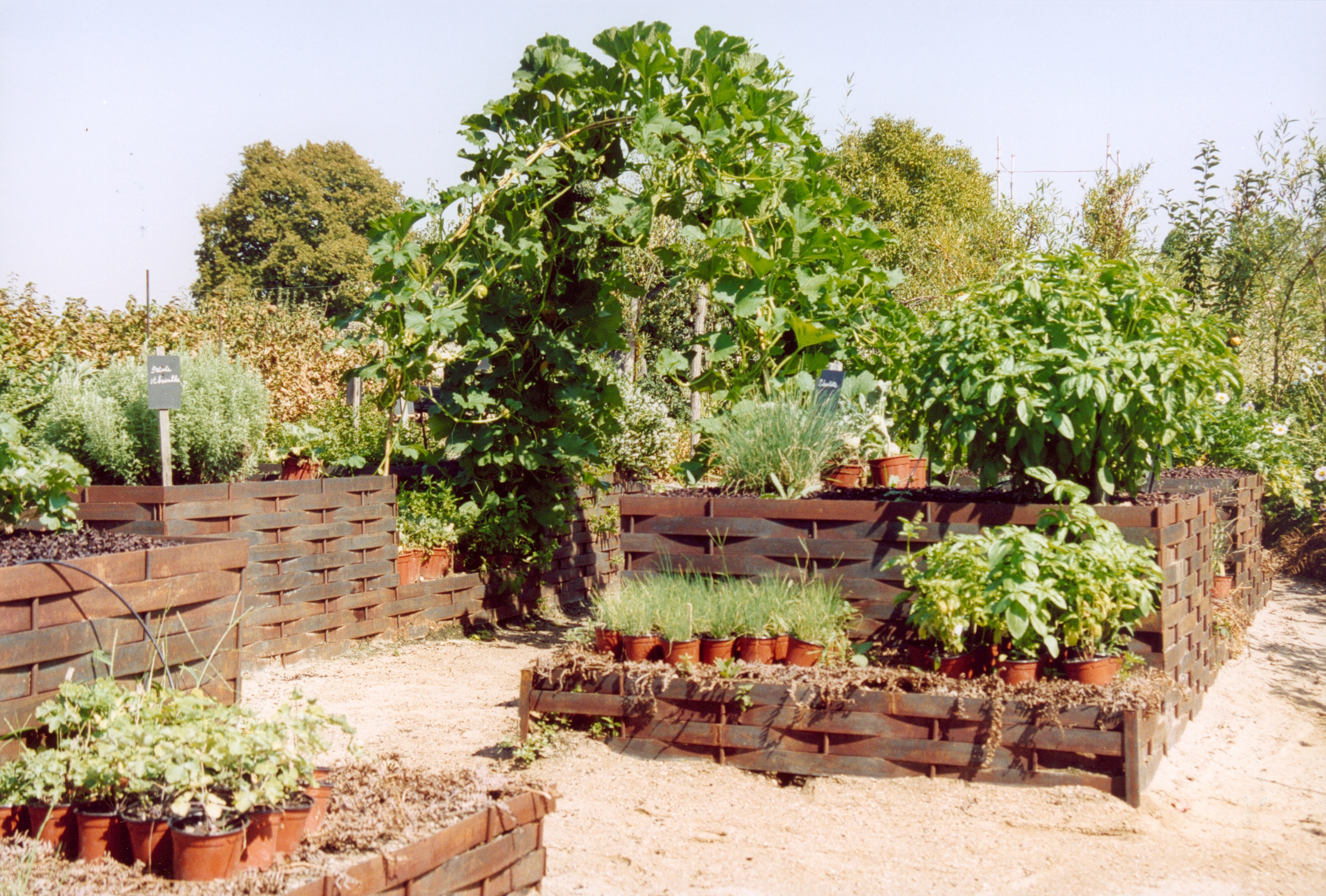
El Huerto.